# Reduto do Rio Vermelho
O Reduto do rio Vermelho localizava-se na foz do rio Vermelho, a cerca de seis quilômetros ao Norte do centro histórico de Salvador, no litoral do estado da Bahia, no Brasil.

## História
Constituía-se em um fortim (SOUZA, 1885:95) de faxina e terra ("boa e forte alvenaria"), com planta no formato de um polígono irregular, mandado erguer em 1711, no Governo Geral de D. Lourenço de Almada (1710-1711), sobre os vestígios de um antigo entrincheiramento, para proteção daquele ancoradouro (Arraial do rio Vermelho). Trabalharam nestas obras do Forte do Rio Vermelho, a partir de 1712, tropas das Companhias do Regimento de Auxiliares da Casa da Torre de Garcia d'Avila.
D. João V (1705-1750), pela Carta-Régia de 14 de setembro de 1722 (1712?) mandou levantar o reduto e trincheira do rio Vermelho, para defender aquela parte da costa do mar. Uma Portaria da época refere-se a "Redutos": "Porquanto convém conservar os redutos, e trincheiras do rio Vermelho na forma em que estão (...)".
Abandonado e em ruínas (1759), foi reconstruído em alvenaria de pedra e cal sob a invocação de São Gonçalo, a partir de 1798.